# Chiesa di San Salvatore in Campo
La chiesa di San Salvatore in Campo è una chiesa di Roma, nel rione Regola, situata nella piazza omonima.
L'attuale chiesa deriva da una più antica, attestata già nella prima metà del X secolo, e chiamata S. Salvatoris de domno Campo. Il nome risale al "dominus Campo", abate di Farfa che eresse o restaurò la chiesa; col tempo l'espressione "de domno" venne a cadere, e restò S. Salvatore "in Campo" (così in una bolla di papa Urbano III del 1186). Altre ipotesi fanno risalire il nome alla piazza sterrata, chiamata allora Campo, che le era dinanzi: infatti nel medioevo si chiamavano campi le grandi piazze di Roma, che poiché erano sterrate e spesso verdeggianti d'erba presentavano l'aspetto di una campagna.
La chiesa medievale (che nel 1551 era divenuta la prima sede della confraternita della Trinità dei Pellegrini fondata da Filippo Neri) fu demolita nel XVII secolo per la costruzione del Palazzo del Monte della Pietà. Nel 1639 papa Urbano VIII fece costruire l'attuale chiesa, che mantenne il nome della precedente, anche se topograficamente non collocata nella stessa posizione
L'edificio fu costruito dall'architetto Francesco Peparelli e presenta una facciata molto semplice e lineare. L'interno non presenta particolare rilievi artistici, e nel suo complesso la chiesa necessita di un urgente restauro. Sulla cantoria in controfacciata si trovava l'organo a canne (costruito da Luigi Vasconi nel 1820), trasferito nel 2008 nella chiesa di San Giovanni Maria Vianney alla Borghesiana.
La chiesa, oggi sede della comunità copta ortodossa eritrea, ha ricevuto un restauro nel 2008, durante il quale l'intero perimetro è stato interamente riverniciato, lasciando intatto solo l'affresco originale sul frontone.